# Lawinenauslösung durch direkte mechanische Belastung
Die Lawinenauslösung durch direkte mechanische Belastung erfolgt anders als bei der Detonation von Sprengstoffen oder der Zündung eines Gasgemisches alleine mit den vor Ort vorhandenen Gegebenheiten. Durchwegs erfolgt diese Methode durch die Einbringung einer Zusatzbelastung in den labilen Lawinenhang, wodurch die Lawine ausgelöst werden soll.

## Skifahrer
Durch das Einfahren einer Person in einen potentiellen Lawinenhang soll der Skifahrer die labile Schneedecke an einer oberen, vermeintlichen Anbruchzone bewusst anschneiden (Ski cutting) und eine Lawine auslösen. Die Methode ist für den Skifahrer sehr risikobehaftet, auch wenn der handelnde Skifahrer mit einem Seil oder mit einem Lawinenairbag oder Lawinenverschüttetensuchgerät etc. gesichert bzw. ausgestattet ist und auch im Sinne des Arbeitnehmerschutzes ist dies keine geeignete Methode. Das kontrollierte Auslösen von Lawinen muss in der Europäischen Union in der Regel so erfolgen, dass auch für die handelnden Personen bei der Auslösung der Lawine ein größtes Maß an Sicherheit gewahrt werden kann.
In einer Delphiumfrage zur Bewertung von Lawinenschutzmaßnahmen (2003) im Auftrag des Forsttechnischen Dienstes für die Wildbach- und Lawinenverbauung, wurde die Auslösung von Schneebrettern durch Abtreten mit Skiern in kleineren Hängen neben den gängigen Methoden doch noch recht häufig als angewandte Methode genannt (etwa 3,5 % der Lawinenauslösungen).

## Pistenraupe
Durch eine oder mehrere Pistenraupen werden größere Schneemassen in die Lawinenanrisszone geschoben, wodurch die labile Schneedecke durch die tonnenschwere Mehrbelastung zum Abrutschen veranlasst werden soll und wiederum in einer Kettenreaktion eine Lawine entstehen soll. Schnee wiegt je nach Konsistenz etwa 200 bis 500 kg/m³, eine große Pistenraupe kann etwa 4 bis 6 m³ Schnee in einem Arbeitsgang mit dem Frontschild verschieben. Das System ist grundsätzlich nur dort geeignet, wo eine Zufahrtsmöglichkeiten für Pistenraupen am oberen Anrisspunkt der Lawine besteht und es besteht die Gefahr, dass bei der Schneeverfrachtung über einen Grat, den Abbruch von Wechten, einen Fahrfehler des Pistenraupenlenkers etc. der Lenker und die Pistenraupe in den Lawinenhang abkippen.
Die Auslösung durch größere Schneemassen ist auch nicht immer zuverlässig gegeben, da sich die Lawinenanrisszone nicht immer in der Nähe des Grates befinden muss. Diese Methode eignet sich daher nur für kleinere, gut erschlossene Skigebiete und für kleine Schneebretter.
In der oben genannten Delphiumfrage zur Bewertung von Lawinenschutzmaßnahmen (2003) wurde das Einschieben von Schnee oder Wächten mit Pistenmaschinen in Steilhänge ebenfalls noch relativ häufig als Methode – neben den gängigen – zur Lawinenauslösung genannt (etwa 3 % der Lawinenauslösungen).

## Lawinenkipptisch
Ein Lawinenkipptisch (auch nur:  Kipptisch, engl.: Tilting table) ist eine dauerhaft errichtete und an einem Ort befindliche mechanische Konstruktion, mit der eine relevante Masse an Schnee in die Anrisszone der Lawine gekippt wird und dadurch die labile Schneedecke zum Abrutschen veranlasst werden soll, wodurch in einer Kettenreaktion eine Lawine entstehen soll.
Von der Fa. ARE (Avalanche Releasing Equipment, Wien)  wurde ein Lawinenkipptisch mit Hebekissen entwickelt (etwa sieben Meter langen und rund 2,5 breit). Der Kipptisch muss vor der Wintersaison in der Nähe der bekannten Anrisszone einer Lawine installiert werden. Bei Bedarf wird das Hebekissen mit Stickstoff gefüllt, wodurch die obere Stahl-Abdeckung der Konstruktion, in dem sich das Hebekissen befindet, mit rund 10 Tonnen in die Höhe gedrückt wird. In weiterer Folge soll die auf dem Kipptisch befindliche Masse an Schnee, die in die Lawinenanrisszone gekippt wird, eine Lawine auslösen. Die Kosten des Systems sollen etwa 40.000 Euro betragen. Die Energieversorgung des Gerätes erfolgt über Brennstoffzellen und der Vorrat an Stickstoff im Gerät soll für ein Jahr ausreichen. Die Auslösung des Kipptisches erfolgt über einen Funkbefehl.
Durch die Fa. Singer Alpine Technologies (SATS) wurde die Technologie des Hubtisches weiter entwickelt und mit zwei seitlich befindlichen Stahlseilen ergänzt, durch welche der Schnee beim Heben des Hubtisches angeschnitten wird und daher eine künstliche Abrisskante für die Lawine entsteht. Das Gerät wurde gemäß Hersteller in der Axamer Lizum 2020 über 200 mal erfolgreich eingesetzt.

## Rütteltisch
Über das Projektstadium nicht hinausgekommen sind Auslöseversuche von Lawinen mit großen Rütteltischen in der Anrisszone von Lawinen.